# Associazione Calcio Verona 1954-1955
Questa voce raccoglie le informazioni riguardanti l'Associazione Calcio Verona nelle competizioni ufficiali della stagione 1954-1955.

## Divise
| Manica sinistra · Manica sinistra · Maglietta · Maglietta · Manica destra · Manica destra · Pantaloncini · Calzettoni · Calzettoni | Manica sinistra · Manica sinistra · Maglietta · Maglietta · Manica destra · Manica destra · Pantaloncini · Calzettoni · Calzettoni |

## Rosa
| N. |                   | Ruolo | Calciatore           |
| -- | ----------------- | ----- | -------------------- |
|    | Italia (bandiera) | P     | Franco Cardani       |
|    | Italia (bandiera) | P     | Gianfranco Dosso     |
|    | Italia (bandiera) | P     | Paolo Tomasella      |
|    | Italia (bandiera) | D     | Camillo Achilli      |
|    | Italia (bandiera) | D     | Ivano Blason         |
|    | Italia (bandiera) | D     | Sergio Carantini     |
|    | Italia (bandiera) | D     | Gabriele De Toni     |
|    | Italia (bandiera) | C     | Sante Begali         |
|    | Italia (bandiera) | C     | Cesare Franchini     |
|    | Italia (bandiera) | C     | Gianfranco Gabrielli |
|    | Italia (bandiera) | C     | Loris Lonardi        |
|    | Italia (bandiera) | C     | Mario Marini         |
|    | Italia (bandiera) | C     | Giuseppe Matassoni   |

| N. |                   | Ruolo | Calciatore          |
| -- | ----------------- | ----- | ------------------- |
|    | Italia (bandiera) | C     | Luigi Poli          |
|    | Italia (bandiera) | C     | Stefano Raise       |
|    | Italia (bandiera) | C     | Ermanno Scaramuzzi  |
|    | Italia (bandiera) | C     | Antonio Sessa       |
|    | Italia (bandiera) | C     | Gianluigi Stefanini |
|    | Italia (bandiera) | C     | Erasmo Zamperlini   |
|    | Italia (bandiera) | A     | Luigi Caldana       |
|    | Italia (bandiera) | A     | Giuliano Giovetti   |
|    | Italia (bandiera) | A     | Enrico Loranzi      |
|    | Italia (bandiera) | A     | Renato Luosi        |
|    | Italia (bandiera) | A     | Cesare Maccacaro    |
|    | Italia (bandiera) | A     | Sergio Sega         |

## Risultati

### Serie B

#### Girone di andata
| 19 settembre 1954 1ª giornata | Verona | 1 – 0 | Treviso |  |

| 8 novembre 1959 2ª giornata | Legnano | 3 – 1 | Verona |  |

| 3 ottobre 1954 3ª giornata | Verona | 2 – 4 | Marzotto Valdagno |  |

| 10 ottobre 1954 4ª giornata | Parma | 2 – 1 | Verona |  |

| 17 ottobre 1954 5ª giornata | Verona | 1 – 0 | Monza |  |

| 24 ottobre 1954 6ª giornata | Messina | 1 – 0 | Verona |  |

| 31 ottobre 1954 7ª giornata | Palermo | 3 – 0 | Verona |  |

| 7 novembre 1954 8ª giornata | Verona | 0 – 1 | Como |  |

| 14 novembre 1954 9ª giornata | Verona | 1 – 0 | Brescia |  |

| 21 novembre 1954 10ª giornata | Cagliari | 0 – 0 | Verona |  |

| 12 dicembre 1954 11ª giornata | Verona | 1 – 1 | Pavia |  |

| 19 dicembre 1954 12ª giornata | Verona | 2 – 0 | Modena |  |

| 26 dicembre 1954 13ª giornata | Verona | 1 – 1 | Padova |  |

| 14 ottobre 1945 14ª giornata | Salernitana | 5 – 2 | Verona |  |

| 9 gennaio 1955 15ª giornata | Verona | 0 – 1 | Lanerossi Vicenza |  |

| 23 gennaio 1955 16ª giornata | Arsenaltaranto | 2 – 0 | Verona |  |

| 30 gennaio 1955 17ª giornata | Alessandria | 2 – 0 | Verona |  |

#### Girone di ritorno
| 6 febbraio 1955 18ª giornata | Treviso | 1 – 1 | Verona |  |

| 13 febbraio 1955 19ª giornata | Verona | 2 – 1 | Legnano |  |

| 20 febbraio 1955 20ª giornata | Marzotto Valdagno | 3 – 1 | Verona |  |

| 27 febbraio 1955 21ª giornata | Verona | 2 – 2 | Parma |  |

| 6 marzo 1955 22ª giornata | Simmenthal-Monza | 0 – 0 | Verona |  |

| 13 marzo 1955 23ª giornata | Verona | 1 – 1 | Messina |  |

| 20 marzo 1955 24ª giornata | Verona | 3 – 1 | Palermo |  |

| 3 aprile 1955 25ª giornata | Como | 2 – 0 | Verona |  |

| 10 aprile 1955 26ª giornata | Brescia | 3 – 2 | Verona |  |

| 17 aprile 1955 27ª giornata | Verona | 3 – 1 | Cagliari |  |

| 24 aprile 1955 28ª giornata | Pavia | 0 – 1 | Verona |  |

| 1º maggio 1955 29ª giornata | Modena | 4 – 0 | Verona |  |

| 8 maggio 1955 30ª giornata | Padova | 4 – 1 | Verona |  |

| 15 maggio 1955 31ª giornata | Verona | 0 – 1 | Salernitana |  |

| 22 maggio 1955 32ª giornata | Lanerossi Vicenza | 0 – 1 | Verona |  |

| 5 giugno 1955 33ª giornata | Verona | 0 – 0 | Arsenaltaranto |  |

| 12 giugno 1955 34ª giornata | Verona | 4 – 0 | Alessandria |  |

## Statistiche

### Statistiche di squadra
| Competizione | Punti | In casa | In casa | In casa | In casa | In casa | In casa | In trasferta | In trasferta | In trasferta | In trasferta | In trasferta | In trasferta | Totale | Totale | Totale | Totale | Totale | Totale | DR  |
| Competizione | Punti | G       | V       | N       | P       | Gf      | Gs      | G            | V            | N            | P            | Gf           | Gs           | G      | V      | N      | P      | Gf     | Gs     | DR  |
| ------------ | ----- | ------- | ------- | ------- | ------- | ------- | ------- | ------------ | ------------ | ------------ | ------------ | ------------ | ------------ | ------ | ------ | ------ | ------ | ------ | ------ | --- |
| Serie B      | 28    | 17      | 8       | 5       | 4       | 24      | 15      | 17           | 2            | 3            | 12           | 11           | 35           | 34     | 10     | 8      | 16     | 35     | 50     | -15 |

### Statistiche dei giocatori
| Giocatore     | Serie B  | Serie B |
| Giocatore     | Presenze | Reti    |
| ------------- | -------- | ------- |
| C. Achilli    | 18       | 0       |
| S. Begalli    | 30       | 0       |
| I. Blason     | 15       | 1       |
| L. Caldana    | 11       | 0       |
| S. Carantini  | 3        | 0       |
| F. Cardani    | 23       | -31     |
| G. De Toni    | 19       | 0       |
| G. Dosso      | 2        | -5      |
| C. Franchini  | 26       | 0       |
| G. Gabrielli  | 1        | 0       |
| G. Giovetti   | 11       | 4       |
| L. Lonardi    | 26       | 3       |
| E. Loranzi    | 8        | 3       |
| R. Luosi      | 24       | 2       |
| C. Maccacaro  | 11       | 2       |
| M. Marini     | 11       | 0       |
| G. Matassoni  | 3        | 0       |
| L. Poli       | 21       | 3       |
| S. Raise      | 11       | 2       |
| E. Scaramuzzi | 24       | 7       |
| S. Sega       | 19       | 4       |
| A. Sessa      | 8        | 0       |
| G. Stefanini  | 10       | 0       |
| P. Tomasella  | 9        | -14     |
| E. Zamperlini | 30       | 4       |